# Trädgården med gångar som förgrenar sig
Trädgården med gångar som förgrenar sig (originaltitel: El jardín de senderos que se bifurcan) är en novell av den argentinske författaren Jorge Luis Borges, först publicerad 1941 i samlingen Trädgården med gångar som förgrenar sig (på svenska i sin helhet 2007 som en del av samlingen Fiktioner).
Novellen, som är en av Borges mest kända, handlar om en kinesisk läkare, Yu Tsun, som är bosatt i Storbritannien under andra världskriget, men som spionerar för tyskarnas räkning. Yu Tsun inser att han snart kommer avslöjas, men är mån om att kommunicera en sista viktig bit information innan det sker. Yu Tsun reser hem till en berömd sinolog, doktor Stephen Albert, och under resans gång tänker han på sin förfader Ts'ui Pên, som en gång bestämde sig för att skriva en mycket lång och komplicerad roman samt att skapa en lika komplicerad labyrint. Innan någon av dessa hann färdigställas mördades Ts'ui Pên.
När Yu Tsun knackar på hos Stephen Albert tar denne emot honom med öppna armar och berättar att han länge varit i färd med att översätta Ts'ui Pêns roman till engelska, och att han insett att romanen och labyrinten är en och densamma, och att labyrintens förgreningar sker i tiden och inte i rummet. Förgreningarna innebär att ett skeende kan sluta på många olika sätt: i en version av romanen är Yu Tsun Stephen Alberts vän, men i en annan hans fiende. 
Novellen slutar med att Yu Tsun skjuter Stephen Albert - det visar sig att den information han velat kommunicera var namnet på den by där britterna förvarade en ansenlig mängd krigsmateriel, och byn hette "Albert". Yu Tsun tas tillfånga och döms till döden.
Trädgården med gångar som förgrenar sig har diskuterats flitigt i akademiska sammanhang. Den har bland annat tolkats som föregripande kvantmekanikens flervärldstolkning. Den har också citerats som ett exempel på vad som skulle komma att bli hypertextfiktion.